# INFP

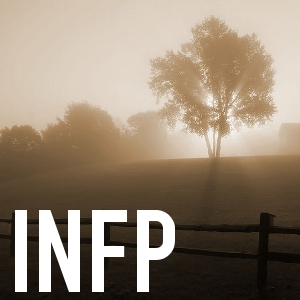
根据Myers-Briggs公司，INFP被称为“有思想的理想家”（thoughtful idealist）。

INFP是迈尔斯-布里格斯性格分类法（MBTI）中十六种人格类型之一:30-31，缩写意为内向（英語：Introversion）、直觉（英語：iNtuition）、情感、感知（英語：Perceiving）:6，原型来自荣格类型学理论中“以情感主导的内向型”（英語：Introverts with dominant feeling），后来由迈尔斯和布里格斯完善为“以情感主导、以直觉辅助的内向型”（英語：Introverts with dominant Feeling and auxiliary Intuition）:22-23。
在凯尔西气质分类法中，INFP被称为“治療師”（英語：Healer），属于理想主义者的四种气质之一。
综合各方统计，INFP类型约占人口的1%-5%:158。

## 理論基礎

### 迈尔斯-布里格斯性格分类法（MBTI）
《MBTI手冊》指出，該指標「旨在實施一種理論；因此必須理解理論才能理解MBTI」。MBTI強調天生差異的意義；其基本假設是，我們在理解自身經歷的方式上有着特定的偏好，這些偏好支撐着我們的興趣、需求、價值觀和動機。該理論的精髓是，人類的許多看似隨機變化的行為其實是相當有序而規律的，這是因為個體在「感知」和「判斷」的方式上存在根本差異。MBTI評量工具旨在幫助識別健康行為中的感知和判斷模式。
MBTI的理論基礎是瑞士精神科醫生卡爾·榮格（Carl Jung）在1921年提出的一項具影響力的理論——心理類型。榮格認為，人們使用實感、直覺、情感和思考四種主要的心理功能來體驗世界，而人在大多數時候由其中一種功能主導。綜上，榮格提出了兩對一分為二的認知功能的存在：
- 「理性」的判斷功能：思考和情感
- 「非理性」的感知功能：實感和直覺

榮格認為，對於每個人來說，每個功能都主要以內向或外向的形式表達。基於榮格的原始概念，布里格斯和邁爾斯開發了她們自己的心理類型理論，組成四個類別——外向/內向（E/I）、實感/直覺（S/N）、思考/情感（T/F）、判斷/感知（J/P）；根據MBTI的論述，每個人在每個類別中各有一個偏好的特質，形成16種獨特的類型。MBTI的16種類型由四個字母縮寫來指代，這些縮寫分別來自該類型4種偏好的英文名稱首字母，不過「Intuition」（直覺）除外，它使用縮寫「N」來將其與「Introverted」（內向）的「I」區分開來。
| MBTI的16種類型                                       |      |      |      |
| ISTJ                                                 | ISFJ | INFJ | INTJ |
| ISTP                                                 | ISFP | INFP | INTP |
| ESTP                                                 | ESFP | ENFP | ENTP |
| ESTJ                                                 | ESFJ | ENFJ | ENTJ |
| 這個類型指標由邁爾斯所創，以擴展榮格的心理類型理論。 |      |      |      |

### 凯尔西气质分类法
大衛·凱爾西（David Keirsey）在了解MBTI系統後開發了「凱爾西氣質分類法」，這四種「氣質」可追溯到古希臘的傳統。他將這些氣質映射到邁爾斯與布里格斯創建的SP、SJ、NF和NT分組，並為MBTI的16種人格類型逐個命名：
| SP組 （工匠）       | ESETIP創業者   | ISETIP手藝人 | ESEFIP表演者 | ISEFIP作詞人 |
| SJ組 （監護人）     | ESITEJ監督人   | ISITEJ調查員 | ESIFEJ供給者 | ISIFEJ保護者 |
| NF組 （理想主義者） | ENIFEJ教育家   | INIFEJ咨詢師 | ENEFIP捍衛者 | INEFIP治療師 |
| NT組 （理性主義者） | ENITEJ陸軍元帥 | INITEJ策劃人 | ENETIP發明家 | INETIP建築師 |

## 类型动力学

### 四个偏好
MBTI通過以下偏好將人們歸類：:5-7
- 能量態度（注意力方向與能量來源）：外向或內向（E/I）
- 感知功能（信息收集方式）：實感或直覺（S/N）
- 判斷功能（決策方式）：思考或情感（T/F）
- 生活態度（對待外在世界的方式）：判斷或感知（J/P）

四個字母的組合遵循E/I、S/N、T/F、J/P的順序，由此產生了16種可能的字母組合，如ESTJ、ISFP、INFJ、ENTP等16種獨特的類型:29。在MBTI的理論中，「類型」表達的信息量不只是「4個偏好」，它代表了功能（S、N、T、F）、能量態度（E、I）以及對外界的態度（J、P）之間的一組複雜的動態關係:29。根據MBTI的論述，每組二分法的兩個「偏好」類似左撇子與右撇子，人們確實會使用雙手，但通常會用喜歡的那隻手伸手，因為那樣更自然:117。更重要的是，所有偏好和類型都同樣有價值，MBTI並不顯示一個人的能力。每種人格類型都有它自己的潛在優勢，和提供機遇能讓這優勢成長的領域:52
- I——内向态度相对于外向态度（E）。偏好内向态度的人倾向通过处理内心世界和头脑中的想法、图像、记忆和反应来获取能量。他们通常偏好独立作业，或是与一两个相处舒适的人共事。他们需要时间深思，以确定接下来的行动。对他们来说，概念几乎是实实在在的东西，有时比起实物，他们更喜欢概念本身[25]。
- N——直觉功能相对于实感功能（S）。偏好直觉功能的人对外来信息的关注点侧重于印象、含义和规律。他们偏好的学习方式是思考问题，而非动手实践。他们对新事物和可能性感兴趣，因此他们更多地思考未来，而非过去。他们喜欢研究象征性事物和抽象理论，即使未知如何将其应用出来。他们对事件的记忆更多是整体印象，而不是真实发生的事实或细节[26]。
- F——情感功能相对于思考功能（T）。偏好情感功能的人相信，只要权衡大家的关切与想法，就可以做出最好的决策。他们关注价值观，思考什么对人们是最好的。他们乐于建立或维护和谐，在人际关系中给人一种有爱、温暖和圆滑的印象[27]。
- P——感知态度相对于判断态度（J）。偏好感知态度的人在他们的外在生活中使用其感知功能——实感（S）或直觉（N）。他们似乎更喜欢灵活和随性的生活方式，倾向理解和适应这个世界，而不是组织它。在其他人眼中，他们对新的经验和信息保持开放态度[28]。

### 认知功能

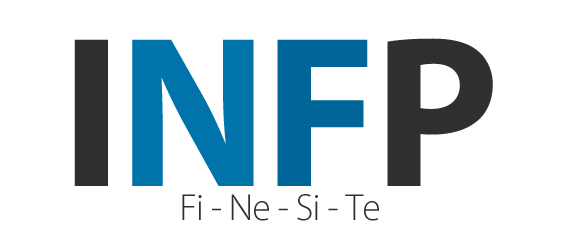
INFP类型的功能层级

根据类型动力学，MBTI四组偏好中4种功能（S、N、T、F）通过不同态度（E、I、J、P）进行组合和互动，最终形成“功能叠列”（英語：function stack），即完整的人格类型。在功能叠列中，4个功能根据它们的“意识”强度进行降序排列，依次为“主导”（英語：dominant）、“辅助”（英語：auxiliary）、“第三”（英語：tertiary）及“劣势”（英語：inferior）功能，即第一至第四功能。主导功能是人格类型的核心优势，辅助功能则相当于副驾驶，而第三与劣势功能的意识和发育都较少。
随着类型发育（英語：type development）的终身过程，个体将逐步获得对两个感知功能（S/N）及两个判断功能（T/F）的更大控制和熟练度。一般情况下，主导功能在7岁以前开始发育，辅助功能则在20岁以前开始发育，第三功能和劣势功能则分别出现于中年时期或更晚。
根据类型动力学，INFP类型的主导、辅助、第三及劣势功能（即第一至第四功能）分别为内向情感（Fi）、外向直觉（Ne）、内向实感（Si）及外向思考（Te）。

#### 主导功能：内向情感（Fi）
内向情感（简称Fi）是偏好情感和感知类型（xxFP）的主导或辅助功能。根据《MBTI手册》第三版，Fi的定义如下：
| 通过对自己和他人的内在价值观及外在行为的敏感度，寻求颇具意义且复杂的内在和谐:23。 |

根据德伦特博士（Dr. A.J. Drenth）的论述，Fi功能导向内部，以高度独立为基础，引导并管理个人情感和价值观。FP类型的人通常不会直抒胸臆，而是借由其他认知功能来表达。他们以核心价值观来引导生活与事业，若自己的价值观受到挑战，他们会不惜违抗社会规范。由于Fi功能比任何其他功能都更能自然地欣赏生命本身的神圣价值，学者将Fi功能描述为“珍视”。
对于INFP型的人而言，他们通过主导功能Fi进行深度的自我觉察，评估和处理个人的情感、价值观和品味。Fi帮助INFP透过反思生活经验来逐步建立起清晰的自我认知，最终使他们拥有更坚实的行动力。Fi也让他们对外部事物产生深厚的情感依恋和忠诚，特别是对弱势群体具有高度的同理心。但Fi的外在表现可能使INFP被误认为是冷漠的人，这与他们丰富的内在情感是相悖的。

#### 辅助功能：外向直觉（Ne）
外向直觉（简称Ne）是偏好直觉和感知类型（xNxP）的主导或辅助功能。根据《MBTI手册》第三版，Ne的定义如下：
| 将能量向外引导，以纵览新的想法、有趣的模式和未来的可能性:23。 |

根据德伦特博士（Dr. A.J. Drenth）的论述，Ne功能是发散形式的直觉，擅于生成大量想法、关联和可能性，这种发散性思维使NP类型在多个创造力指标的表现均优于其他类型。学者将Ne功能描述为“构思”，这种概念可能性的生成模式与艺术创作过程的早期阶段类似。
对于INFP型的人而言，他们通过辅助功能Ne的构想视角来理解这个世界，并以此寻找自我。在表达方面，由于Ne的跳跃性，INFP型的人可能难以准确地传达其理念，但他们仍可通过灵感创作来展现非凡的创意。在互动中，INFP型的人喜欢以问题来发掘他人的特质，使他们成为很好的倾听者。此外，Ne对可能性的发掘带来期待感和惊喜感，使INFP型的人甘于流浪；不过，Ne的不确定性可能导致决策上的困难。

#### 第三功能：内向实感（Si）
内向实感（简称Si）是偏好实感和判断类型（xSxJ）的主导或辅助功能。根据《MBTI手册》第三版，Si的定义如下：
| 向内引导能量，并存储外部现实和内部思想经验的事实与细节:23。 |

根据德伦特博士（Dr. A.J. Drenth）的论述，Si相信它所知道的——从过去的经验中回忆起的东西，包括记忆、传统、从属关系、既定常规等方面。与其尝试新事物，Si更喜欢安全感，坚持既有的思想和行为模式，故SJ类型的人偏好熟悉的环境。此外，他们喜欢稳定性和可预测性，使他们在生活中表现得忠诚而可靠。
对于INFP型的人而言，Si是一个保守的功能，尽管他们可能认可例行公事的重要性，但他们不太倾向全盘接受传统和惯例，除非那些传统与Fi最深刻的价值观有所共鸣。Si作为INFP型的第三功能，其影响亦体现在他们的物质极简主义上。Si可巩固并回忆过去的经验教训，避免INFP重蹈覆辙，并有助明确他们的未来方向。

#### 劣势功能：外向思考（Te）
外向思考（简称Te）是偏好思考和判断类型（xxTJ）的主导或辅助功能。根据《MBTI手册》第三版，Te的定义如下：
| 通过运用明晰度、目标导向和果断行动，寻求对外部环境的逻辑秩序:23。 |

根据德伦特博士（Dr. A.J. Drenth）的论述，Te在人际关系中表现出理性判断并诉诸断言，因此TJ类型的人被形容为“大声地思考”。Te旨在理性地理解并完善外部系统或体系，以增强其效率和效益，过程中利用了经验数据和既定程序。综上，学者将Te功能描述为“结构化”。
对于INFP型的人而言，劣势功能Te的诱惑力使他们常被逻辑相关的职业吸引，这些职业可能涉及结构、组织、量化、理财能力和时间管理能力。作为外向判断功能，Te果断而不带感情地表达意见，有时会使INFP被误判为T型。INFP型的人有意识地将某些秩序和组织强加在生活中，但其规模和成效相当有限。

#### 阴影功能
后来的人格类型研究者（特别是琳达·V·贝伦斯）在这个降序排列中添加了四个附加功能。这些功能被称为阴影（英語：Shadow）功能，因为一个人并不自然地倾向于它们，但在压力之下它们也会浮现。对INFP来说，这些阴影功能是（按次序）：
| 通过组织和构建环境来满足人们的需求与自己的价值观，以追求和谐:23。 |

| 将能量引导向内，专注于潜意识图像、关联和规律，以此形成内在视野及洞察力:23。 |

| 将能量向外引导，并通过专注于当下积累的详细而准确的感官数据，来获取信息:23。 |

| 通过深度思考并建立一套用于理解的逻辑系统，以追求内部思维的准确性和秩序:23。 |

## 特征
根据《MBTI手册》，以下是偏好INFP类型的人可能有的天赋、特质、外在评价和潜在的成长空间:64,95-96。
《MBTI手册》对INFP类型的简述如下:64：
理想主义者，忠于自己的价值观及自己所重视的人。追求一种符合内在价值观的外在生活。富有好奇心，快速地看见各种可能性，并能以此加速对理念的实践。渴望了解他人、协助他人发展潜能。适应力强，有弹性，如果和他们的价值观没有抵触，往往能包容他人。

### 天赋
偏好INFP类型的人遵循他们的核心价值观（英語：core values）来与外界互动和做决定。他们理想中的工作，是对自身和他人的成长与内在发展都有贡献的——他们的人生目标不仅仅是薪水。INFP类型最重视的事情，莫过于明确自己的价值观并保持知行合一:95。
INFP识别他人的情感和心理需求，并予以高度尊重，即使对方可能还未意识到或表达出这种需求:95。

### 特质
属于INFP类型的人主要在内心世界使用他们的情感偏好，基于自身对自我理解、个性和成长的价值观做出决策。对他们来说，为了自己相信的道德奉献而活，是至关重要的:95。他们可能是：
- 敏锐、有爱心、为他人着想的
- 理想主义者，忠于自己的理念[2]:95

INFP类型喜欢阅读、讨论和深思未来变革的可能性。他们对思想充满好奇，并对关联性与意义十分敏锐:95。他们可能：
- 有好奇心和创造力
- 有远见[2]:95

INFP通常对探索人性极有兴趣，这包括对自己和他人的探索。他们倾向于在能量顶峰时工作，并且在完全投入一件事的时候有着高度的专注力和生产力。他们通常忠实地履行自己曾许下的承诺，这些承诺可能关乎他人、工作或理念方面的责任，但他们可能会难以执行对他们来说缺乏意义的例行工作:95。

### 外在评价
在INFP类型的人看来，体系和规矩是一种束缚，他们更喜欢独立工作。他们具有适应力和弹性，可是一旦有些事情违背了他们的内在价值观，他们便不再妥协。由此产生的价值判断（英語：value judgement）可能以非常强烈的方式抒发出来，以至于让其他人感到惊讶:95。
INFP类型倾向于含蓄地、选择性地分享他们最深刻的价值观和感受。他们看重那些基于深度、真实性、可信性和共同成长的人际关系。INFP最珍视那些花时间理解其价值观和目标的人:95。其他人可能认为INFP类型是：
- 敏感、内省和复杂的
- 独特和个性化的
- 有时难以理解[2]:95

### 潜在的成长空间
有时候，生活环境并不支持INFP类型的人发展和表现他们的直觉（N）和情感（F）偏好:95。
- 如果INFP类型没有开发其直觉功能，他们可能没有可靠的方法来获取信息，并且可能无法注意到现实情况。结果他们仅凭个人价值观做出决定，却发现很难将其价值观付诸实践[2]:95。
- 如果INFP类型没有开发其情感功能，他们可能不会花时间进行内在的价值评估过程，从而无法做出最好的决策，而是跳来跳去地追求一个又一个令人兴奋的可能性，最终却一事无成[2]:96。

如果INFP找不到一个可以发挥其天赋并赞赏其贡献的地方，他们通常会感到沮丧:96，并可能会：
- 在口头表达方面遇到不寻常的困难
- 远离他人及任何场合
- 拒绝必要的自我表达，特别是关于重要的价值观[2]:96

INFP类型对他们不偏好的思考（T）和实感（S）功能的关注较少，这本来是正常的:96。然而，如果他们过于忽视这些部分，他们可能会：
- 容易对理想和成果之间的差距感到失望
- 拒绝必要的逻辑推理，坚持认为其内心观点是最好的
- 不切实际，难以估计实现理想所需的资源[2]:96

在庞大的压力下，INFP可能会开始严重怀疑自己和他人的能力，变得过于挑剔、动辄批判:96。

## 统计学

### 人口分布
根据心理类型应用中心（Center for Applications of Psychological Type）按美国人口类型分布的推算数据显示，INFP类型约占人口4-5%；性别分布方面，INFP在女性人口大约占4-7%，在男性人口则约占3-5%。
不过，根据大卫·凯尔西的著作《请理解我II》（英語：Please Understand Me II）所指，INFP所对应的气质“治疗师”（英語：Healer）只占人口约1%:158。

### INFP之最
根据《MBTI手册》第三版的研究结果，INFP类型在美国统计中显示出以下特殊趋势:96,97：
- INFP男性在“稳健”（英語：soundness）和“效能”（英語：efficacy）两项指标中水平最低
- 在慢性疼痛患者中抑郁水平最高的类型
- “消极情绪感受力（英语：Negative affectivity）”最高的类型
- 在大学生中最有可能呈报自杀念头的类型之一
- 理想工作的最重要特征是创造性（英語：creativity）
- 对现有工作不满程度最高的两个类型之一（与INTP类型并列）

### 注脚
1. ↑  . share.themyersbriggs.com. The Myers-Briggs Company.   [2023-06-04].
2. 1 2 3 4 5 6 7 8 9 10 11 12 13 14 15 16 17 18 19 20 21 22 23 24 25 26 27 28 29 30 31 32 33 34 35 36  Myers, Isabel; McCaulley, Mary; Quenk, Naomi; Hammer, Allen.  3rd. Consulting Psychologists Press. 1998. ISBN 978-0-89106-130-4.
3. ↑  .   [2011-02-02]. （原始内容存档于2009-05-13）.
4. 1 2 3  Keirsey, David.  1st. Prometheus Nemesis Book Co. May 1, 1998 [1978]. ISBN 1-885705-02-6.
5. ↑  . Keirsey Temperament Assessment.   [2023-12-28]. （原始内容存档于2024-02-25） （英语）.
6. 1 2  .   [2011-02-02]. （原始内容存档于2017-09-11）.
7. ↑  雪力（夏瑄澧）.  初版. 三采文化股份有限公司. 2023-03-31  [2023-07-26]. ISBN 978-626-358-056-5. （原始内容存档于2023-09-29） （中文（臺灣））.
8. ↑  . TED-Ed.   [2023-07-26]. （原始内容存档于2023-09-29） （英语）.
9. ↑  Myers et al. 1998，第1頁.
10. ↑  Psychological Testing: Principles, Applications, and Issues (2009), p. 502.
11. 1 2  . www.myersbriggs.org. Myers & Briggs Foundation.   [2023-08-22]. （原始内容存档于2023-08-04） （英语）.
12. ↑  Jung, Carl Gustav. . . Princeton University Press. 1971. ISBN 978-0-691-09770-1.
13. ↑  Berens, Linda V.; Nardi, Dario. . . Telos Publications. 2004: 3  [2023-05-25]. ISBN 978-0-9664624-2-5 （英语）. According to Jung, the goal is not to use all the functions equally well but to have one that is dominant or trusted and developed most.
14. ↑  Huber, Kaufmann & Steinmann 2017，第34頁.
15. 1 2  Myers et al. 1998，第6-7頁.
16. ↑  Myers & Myers 1995，第17頁.
17. ↑  Myers et al. 1998，第29頁.
18. ↑  . www.myersbriggs.org. Myers & Briggs Foundation.   [2023-08-06]. （原始内容存档于2023-08-07）.
19. ↑  Myers et al. 1998，第23頁.
20. 1 2  . www.myersbriggs.org. The Myers & Briggs Foundation.   [2023-05-23]. （原始内容存档于2023-06-03）.
21. ↑  . www.myersbriggs.org. Myers & Briggs Foundation.   [2023-08-06]. （原始内容存档于2023-08-04） （英语）.
22. ↑  Keirsey, David.  1st. Prometheus Nemesis Book Co. May 1, 1998 [1978]. ISBN 1-885705-02-6.
23. ↑  . The Myers & Briggs Foundation.   [2023-06-02].
24. ↑  Myers, Isabel Briggs; Mary H. McCaulley.  2nd. Palo Alto, CA: Consulting Psychologist Press. 1985. ISBN 0-89106-027-8 （英语）.
25. ↑  . www.myersbriggs.org. The Myers & Briggs Foundation.   [2023-06-04]. （原始内容存档于2021-05-10）.
26. ↑  . www.myersbriggs.org. The Myers & Briggs Foundation.   [2023-06-04]. （原始内容存档于2021-05-10）.
27. ↑  . www.myersbriggs.org. The Myers & Briggs Foundation.   [2023-06-04]. （原始内容存档于2023-05-20）.
28. ↑  . www.myersbriggs.org. The Myers & Briggs Foundation.   [2023-06-04]. （原始内容存档于2023-04-11）.
29. 1 2 3  Dr. A.J. Drenth. . Personality Junkie.   [2023-06-11]. （原始内容存档于2023-03-26）.
30. 1 2  . www.myersbriggs.org. The Myers & Briggs Foundation.   [2023-06-11]. （原始内容存档于2023-05-14）.
31. ↑  . www.myersbriggs.org. The Myers & Briggs Foundation.   [2023-06-11]. （原始内容存档于2023-05-17）.
32. 1 2 3 4 5  . Personality Junkie.   [2023-06-07]. （原始内容存档于2023-04-08）.
33. 1 2 3 4 5 6 7 8 9 10 11 12 13 14 15 16 17  . Personality Junkie.   [2023-06-07].
34. ↑  .   [2011-02-02]. （原始内容存档于2011-02-08）.
35. ↑  . www.cognitiveprocesses.com. CognitiveProcesses.   [2023-06-09]. （原始内容存档于2023-03-29） （英语）.
36. ↑  .   [2011-02-02]. （原始内容存档于2009-05-13）.